# Eau de brome

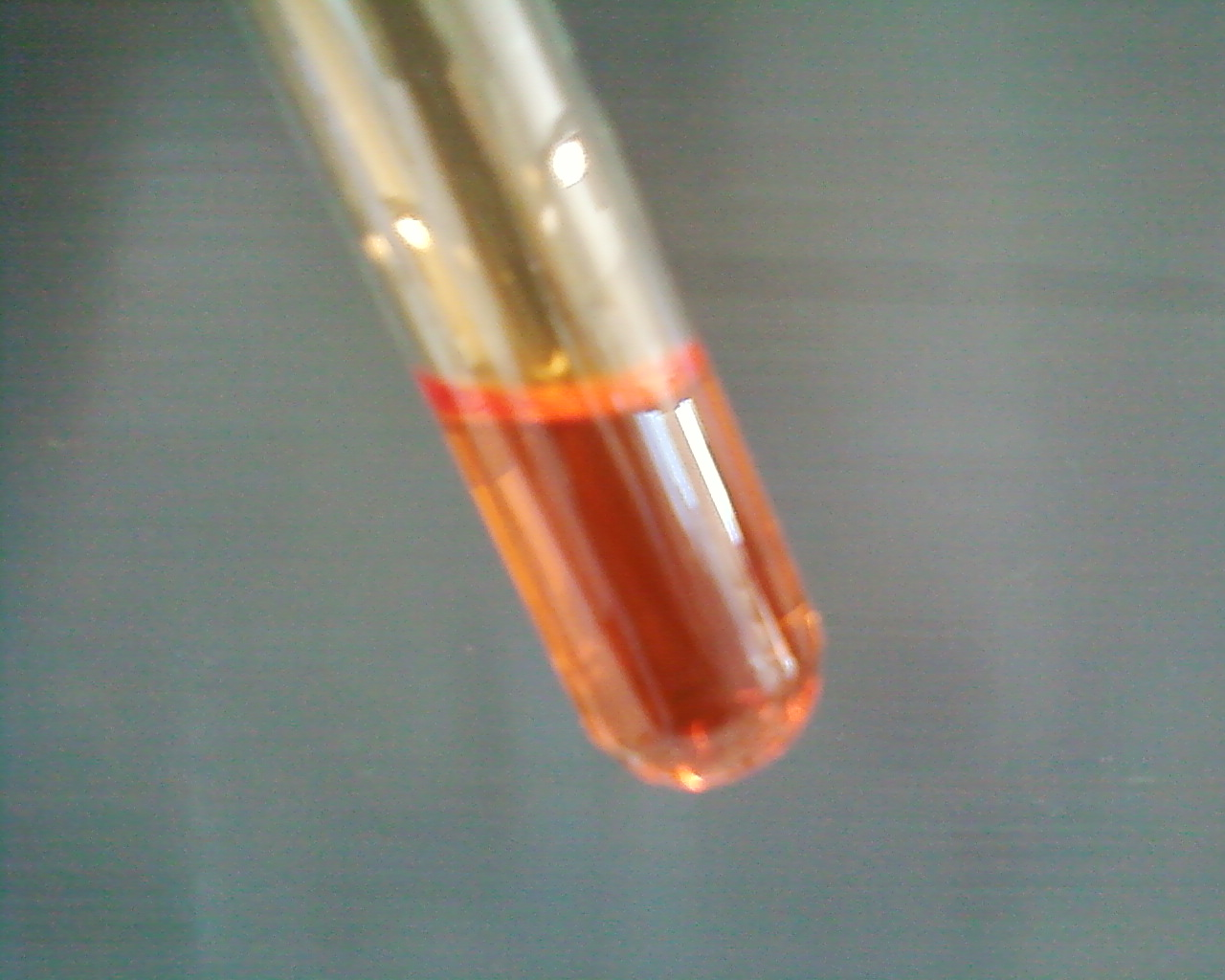
Eau de brome contenue dans tube à essai.

Pour les articles homonymes, voir Brome (homonymie).
L'eau de brome est la solution de dibrome dans l'eau.
À pression et température ambiantes, la solution d'eau de brome contient le brome diatomique Br2 à 2,8 % dissous dans l'eau, formant un mélange orange intense, fortement oxydant. Elle est souvent préférée au dibrome liquide pur, qui serait trop dangereux ou trop concentré pour être utilisé. 

## Utilisation
Cette solution est souvent utilisée comme un réactif dans les essais chimiques de détection des substances réagissant avec le brome dans un environnement aqueux par halogénation. Les composés les plus communs de ce type sont les phénols, énols, le groupe acétyle, l'aniline et le glucose. 

De plus, l'eau de brome est utilisée pour tester la présence d'alcène (contenant une double liaison C=C) qui réagit avec l'eau de brome en changeant sa couleur, d'un orange intense à incolore.